# 梅拉·安德拉黛
梅拉·安德拉黛（Mayra Andrade，1985年2月13日—）是一名維德角籍女歌手，目前定居於法國巴黎，是以演唱維德角樂風知名的歌手之一。

## 生平
安德拉黛1985年生於古巴，她和她的家人在她出生幾天後回到了維德角，由於她的父親是維德角政府的外交官，她與家人一起旅行，住過塞內加爾、土耳其和德國，從小第一首聽到的歌曲是巴西詩人卡耶塔諾·費洛索的“OLeãozinho”，並視他為偶像。
她會說多種語言，但大部分的歌曲使用她的母語維德角克里奧爾語演唱，16歲那年她拿下加拿大作曲獎冠軍，接著開始接受演唱訓練，並開始在世界各地的葡語地區演唱，包括佛得角明德盧、培亞以及葡萄牙里斯本。
自2015年以來，安德拉黛一直擔任聯合國“自由和平等”運動的名人大使，該運動旨在促進佛得角LGBT社區的人權。

## 專輯
| 年分 | 專輯                                      | 排名 |
| 年分 | 專輯                                      | FR   |
| ---- | ----------------------------------------- | ---- |
| 2006 | 《海上之歌》（Navega）                    | 124  |
| 2009 | 《古巴人的巴黎故事》（Stória, stória...） | 157  |
| 2010 | 《105號工作室》（Studio 105）             | –    |
| 2013 | 《可愛的困難》（Lovely Difficult）        | 98   |

## 外部連結
- 官方网站
- Official Facebook Page
- 梅拉·安德拉黛的Discogs页面 （英文）
- Mayra Andrade statistics, tagging and previews at Last.FM
- Mayra Andrade Interview at allaboutjazz.com （页面存档备份，存于）